# Andrzej Sieroszewski
Andrzej Stefan Sieroszewski (ur. 16 kwietnia 1933 w Warszawie, zm. 25 lipca 2012 tamże) – polski hungarolog, tłumacz.

## Życiorys

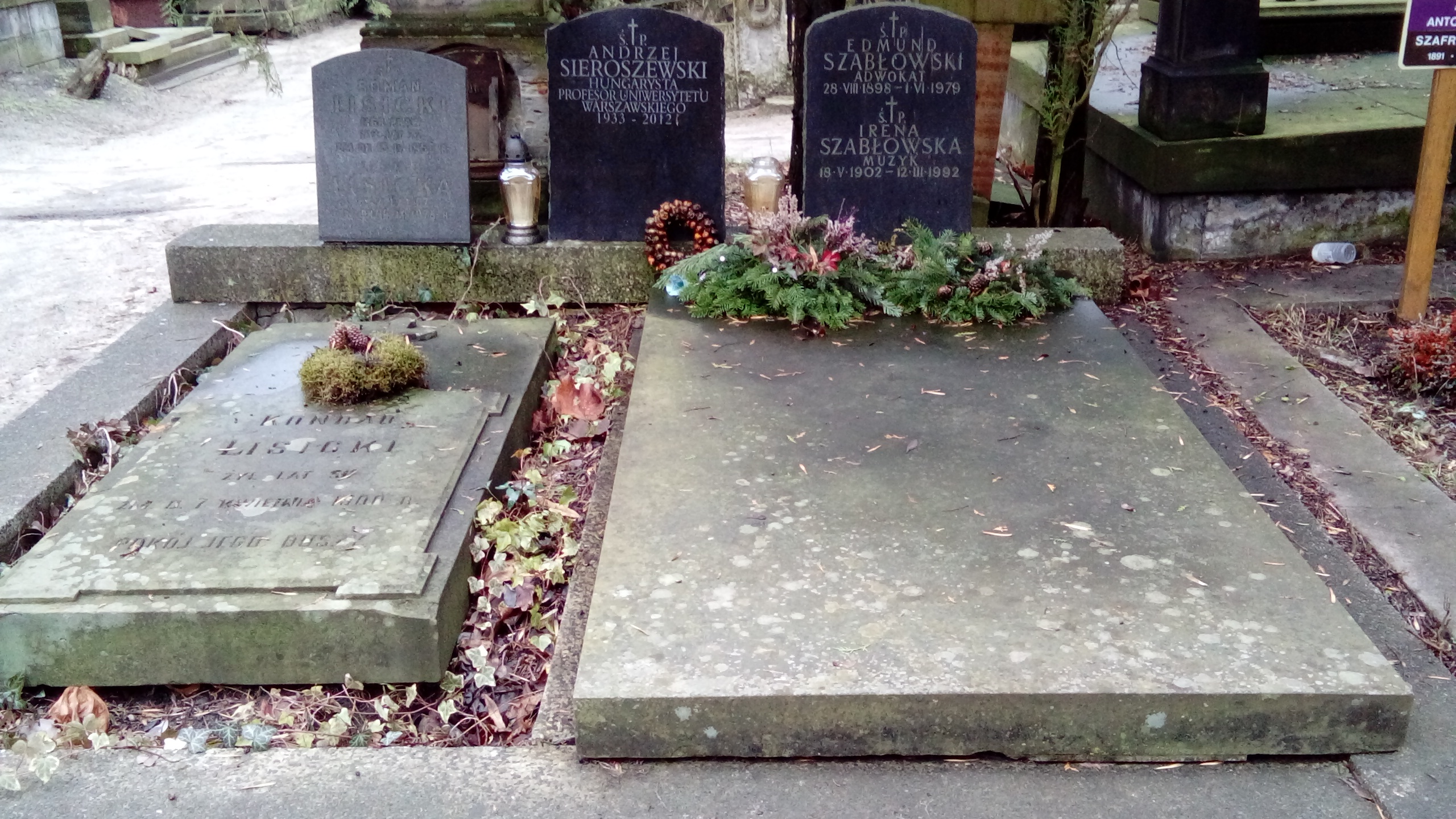
Grób Andrzeja Sieroszewskiego na Cmentarzu Powązkowskim

W 1951 ukończył Państwowe Gimnazjum i Liceum im. Stefana Batorego w Warszawie. W 1957 ukończył studia na Wydziale Filologicznym Uniwersytetu Warszawskiego, tam doktoryzował się w 1966, habilitował w 1975, w 1991 mianowany profesorem nadzwyczajnym, w latach 1978–1981, 1983–1990 i 1997–2003 kierował Katedrą Filologii Węgierskiej (od 1998 Katedrą Hungarystyki), w latach 1990–1996 był dziekanem Wydziału Neofilologii Uniwersytetu Warszawskiego. Należał do Międzynarodowego Towarzystwa Hungarologicznego (członkiem jego zarządu od 1996), Towarzystwa Popierania i Krzewienia Nauk (członkiem jego zarządu 1999–2003), Polskiego Pen Clubu (członkiem jego zarządu od 2007, wcześniej członkiem Komisji Rewizyjnej)
Był jednym z autorów wyboru Antologia poezji węgierskiej (wyd. 1975) i autorem wyboru Antologia współczesnego dramatu węgierskiego (wyd. 1982). Poza tłumaczeniami opublikował także Maurycy Beniowski w literackiej legendzie (1970), Węgierska i polska powieść historyczna w dobie romantyzmu (1976). Swojemu dziadkowi Wacławowi Sieroszewskiemu poświęcił biografię Wacława Sieroszewskiego żywot niespokojny (wyd. pośmiertnie 2015).
W 1996 otrzymał Medal Jánosa Lotza, w 2003 Medal Komisji Edukacji Narodowej, był odznaczony Krzyżem Kawalerskim Orderu Zasługi Republiki Węgierskiej.

## Tłumaczenia
- Margit Kaffka Barwy i lata (1960)
- Magda Szabó Sarenka (1961)
- László Makkai Stefan Bator w Siedmiogrodzie (1961)
- Géza Gárdonyi Byłem niewolnikiem Hunów (1962)
- Margit Altay Opowieści starego zegara (1962)
- Dezső Kosztolányi Ptaszyna (1962)
- Magda Szabó Bal maskowy (1964)
- Endre Fejes Cmentarz starego żelastwa (1965)
- Magda Szabó Powiedzcie Zsófice... (1965)
- 11 opowiadań węgierskich (1967) – z Tadeuszem Olszańskim i Janem Zimierskim
- Sándor Somogyi Tóth Byłeś prorokiem, kochanie (1968)
- József Hunyady Żeglarz Siedmiu Mórz. Przygody preszburskiego Robinsona Karola Jettinga (1969)
- László Németh Litość (1970)
- György Moldova Zielono-biała narzeczona i inne opowiadania (1972) – Tadeuszem Olszańskim i Janem Zimierskim
- Sándor Somogyi Tóth Gabi (1973)
- Mihály Sükösd Wariacje na temat powieści (1975) – w serii Biblioteka Krytyki Współczesnej
- Ferenc Karinthy Noc Don Juana (1978)
- Menyhért Lakatos Krajobraz widziany przez dym (1979)
- Csaba Gy. Kiss Dziennik polski (1980–1982) (2000)